# Springfield (Missouri)
 For alternative betydninger, se Springfield. (Se også artikler, som begynder med Springfield)
Springfield er den tredjestørste by i den amerikanske delstat Missouri og administrationsby Greene County. Byen havde 169.176 indbyggere ved folketællingen i 2020. Springfield er hovedbyen i Springfield metropolitan area, som havde et anslået indbyggertal på 481.483 i 2021 og omfatter Christian, Dallas, Greene, Polk og Webster County, og er det hurtigst voksende metropolitan area i Missouri.
Springfield kaldes "Queen City of the Ozarks" samt "The 417" efter byens telefon-områdenummer. Den er også kendt som "Birthplace of Route 66". Den er hjemsted for flere universiteter, herunder Missouri State University, Drury University og Evangel University. Byen er et vigtigt center for uddannelse og lægehjælp med to af de største hospitaler i området, CoxHealth og Mercy, der tilsammen beskæftiger over 20.000 medarbejdere og er de største arbejdsgivere i regionen. Byen er blevet kaldt "Bibelbæltets spænde" ("Buckle of the Bible Belt") på grund af dens tilknytning til den evangeliske kristendom. Byen og det omkringliggende område er blevet mere mangfoldigt gennem årene. Mellem folketællingerne i 2010 og 2020 voksede befolkningen i Greene County med over 23.700 personer, hovedsagelig som følge af indvandring.
Byen ligger på Springfield Plateau of the Ozarks. På grund af sin beliggenhed i det bjergrige område er byen kendt for sine udendørs fritidsaktiviteter. Byen har næsten 100 byparker og 230 km cykelruter. Byen er hovedkvarter for Bass Pro Shops, som er den største turistattraktion i staten Missouri, og det tilstødende Wonders of Wildlife Museum & Aquarium er verdens største dyrelivsattraktion. Springfield ligger tæt på Wilson's Creek National Battlefield og på Trail of Tears, som nu er et nationalt historisk spor.